# Stormaran
Stormaran är en fjärd i Finland. Den ligger i Pargas stad i landskapet Egentliga Finland, i den södra delen av landet, 150 km väster om huvudstaden Helsingfors.
Stormaran avgränsas av Stortervolandet i nordväst, Mielisholm i nordöst, Attu i sydöst och Heisala i sydväst. Den ansluter till Lillmaran och Våno sund i norr, Långholms sund i öster och Djupdalen i väster.